# Francesco Monaco
Francesco Monaco, obispo católico y jurisconsulto italiano.

## Reseña biográfica
Patricio de Cosenza, alabado por la doctrina y la moral.
Para la diócesis de Martirano fue nombrado obispo el 1 de julio de 1591, siendo consagrado el 4 de abril de 1592 en la Catedral de Cosenza por Giovanni Battista Costanzo, arzobispo de Cosenza, y auxiliado por Clemente Bontodasio, obispo de Nicastro, y Orazio Schipano, obispo de Belcastro.